# Battaglia di Kashii
La battaglia di Kashii (樫 井 の 戦 い?) fu la primissima battaglia della campagna estiva dell'assedio di Osaka del 1615, all'inizio del periodo Edo in Giappone. Ha avuto luogo il 26º giorno del 4º mese dell'era Keichō a Keichii, Kii (attuale Sennan, Osaka).

## La battaglia
Mentre l'esercito orientale dello Shōgun si preparava a rinnovare l'assedio iniziato l'inverno precedente, la guarnigione di Osaka agì preventivamente attaccando i Tokugawa in una serie di battaglie e assedi. Un contingente di forze fedeli a Toyotomi Hideyori, signore di Osaka, fu inviato ad assediare il castello di Wakayama (provincia di Kii), che era controllato da Asano Nagaakira, un alleato dello shōgun. Gli aggressori erano guidati da Ban Naoyuki, Okabe Noritsuna e Shigemasa Awawa.
Da tempo i Toyotomi stavano facendo leva sul malcontento verso il dominio Tokugawa nella provincia per provocare una ribellione che prendesse alle spalle le forze degli Asano mentre erano impiegate a combattere la forza inviata da Osaka. Asano Nagaakira, informato di questi movimenti, era indeciso se andare incontro al nemico e rimandò la pertenza per alcuni giorni; Il 28 maggio lasciò il castello di Wakayama con 5 000 soldati.
Durante la notte l'avanguardia dell'esercito Asano avvistò le forze Toyotomi identificate erroneamente come consistenti in 20 000 uomini. Quando Nagaakira, che si trovava col corpo principale a Sano (provincia di Izumi), apprese la notizia, optò per ritirarsi a Kashii, a poca distanza da Wakayama, che riteneva il luogo più adatto ad intercettare una forza di dimensioni maggiori, lasciando indietro una piccola retroguardia al comando di Takatsuna Kameda.
All'alba le forze di Naoyuki, Awawa e Noritsuna attaccarono battaglia contro la retroguardia Asano che si fece inseguire mentre si ritirava verso Kashii. A Kashii il corpo principale di Nagaakira sbarrò la strada ai Toyotomi ingaggiandoli e sconfiggendoli nel combattimento che seguì. Ban Naoyuki e Shigemasa Awawa persero la vita nella battaglia e Okabe Noritsuna guidò le forze rimaste nella ritirata verso Osaka.

## La rivolta Kishu
Intanto nella provincia di Kii era scoppiata la rivolta Kishu, capeggiata da Minato Sozaemon e dai samurai inviati dai Toyotomi Ōno Harunaga e Yamaguchi Kiuchi, che avrebbe dovuto conquistare il castello di Wakayama e dare appoggio all'esercito di Ban Naoyuki attaccando alle spalle la guarnigione Asano.
Dopo la vittoria di Kashii Nagaakira tornò indietro col suo esercito per reprimere la ribellione; I rivoltosi, che avevano raggiunto circa i 1500 effettivi, si dispersero dopo i primi scontri a seguito del seppuku del samurai Yamaguchi Kiuchi e la ribellione fallì. Secondo il resoconto redatto da Asano Nagaakira, durante la repressione della rivolta furono uccisi 443 ribelli in 17 villaggi.